# Aluminij Mostar
Aluminij d.d. ist ein herzegowinischer Aluminiumhersteller mit Sitz in Mostar. Pro Jahr werden 130.000 t Aluminium und Aluminiumprodukte hergestellt.
In der Region Mostar wurde bereits seit 1945 Bauxit abgebaut. 1975 wurde von Energoinvest und Pechiney ein Aluminiumwerk errichtet. Nach der Zerstörung 1992 konnte die Aluminiumproduktion 1997 wieder aufgenommen werden.